# Острова Уэссел
Острова Уэссел (англ. Wessel Islands) — группа островов в Арафурском море.

## География
Острова Уэссел расположены к северо-востоку от полуострова Арнем-Ленд. Крупнейший остров — остров Марчинбар (англ. Marchinbar Island). Другие острова — Элко (англ. Elcho Island), Римбиджа (англ. Rimbija Island), Гулувуру (англ. Guluwuru Island), Рарагала (англ. Raragala Island), Стивенс (англ. Stevens Island), Бургуннгура (англ. Burgunngura Island), Джеергарее (англ. Djeergaree Island), Яргара (англ. Yargara Island), Дрисдейл (англ. Drysdale Island), Джирргари (англ. Jirrgari Island), Грехем (англ. Graham Island), Элджер (англ. Alger Island), Абботт (англ. Abbott Island) и Хауард (англ. Howard Island).
Группа представляет собой цепь длинных и узких островов. Высшая точка достигает 130 м и расположена на острове Рарагала. Подстилающая порода островов — отложения кембрийского периода. Покрыты скудной растительностью.

## История
Открыты в 1636 году голландцами, которые назвали их в честь корабля.

## Административное деление
Административно входят в состав Северной территории Австралии.